# Lijst van voetbalinterlands Martinique - Verenigde Staten
Deze lijst van voetbalinterlands is een overzicht van alle voetbalwedstrijden tussen de vertegenwoordigende teams van Martinique en de Verenigde Staten. De teams hebben tot op heden drie keer tegen elkaar gespeeld. De eerste ontmoeting, een groepswedstrijd tijdens de CONCACAF Gold Cup 2003, vond plaats op 14 juli 2003 in Foxborough. De laatste ontmoeting, een groepswedstrijd tijdens de CONCACAF Gold Cup 2021, vond plaats op 15 juli 2021 in Kansas City. Omdat Martinique geen lid is van de FIFA betreft het hier inofficiële interlands.

## Wedstrijden
| № | Plaats      | Datum        | Competitie             | Wedstrijd                     | Uitslag |
| - | ----------- | ------------ | ---------------------- | ----------------------------- | ------- |
| 1 | Foxborough  | 14 juli 2003 | CONCACAF Gold Cup 2003 | Martinique − Verenigde Staten | 0 − 2   |
| 2 | Tampa       | 12 juli 2017 | CONCACAF Gold Cup 2017 | Verenigde Staten − Martinique | 3 − 2   |
| 3 | Kansas City | 15 juli 2021 | CONCACAF Gold Cup 2021 | Martinique − Verenigde Staten | 1 − 6   |

## Samenvatting
| Competitie        | Totaal gespeeld | Winst Martinique | Gelijk | Winst Verenigde Staten | Doelsaldo Martinique – Verenigde Staten |
| ----------------- | --------------- | ---------------- | ------ | ---------------------- | --------------------------------------- |
| CONCACAF Gold Cup | 3               | 0                | 0      | 3                      | 3 − 11                                  |
| Totaal            | 3               | 0                | 0      | 3                      | 3 − 11                                  |

## Details

### Eerste ontmoeting
| CONCACAF Gold Cup 2003 (Foxborough, Verenigde Staten, 14 juli 2003): |       |                        |
| Martinique                                                           | 0 – 2 | Verenigde Staten       |
|                                                                      | goals | 39', 43' Brian McBride |

### Tweede ontmoeting
| CONCACAF Gold Cup 2017 (Tampa, Verenigde Staten, 12 juli 2017): |       |                          |
| Verenigde Staten                                                | 3 – 2 | Martinique               |
| Omar Gonzalez 54' Jordan Morris 64', 76'                        | goals | 66', 76' Kévin Parsemain |

### Derde ontmoeting
| CONCACAF Gold Cup 2021 (Kansas City, Verenigde Staten, 15 juli 2021): |       | |
| Martinique                                                            | 1 – 6 | Verenigde Staten                                                                                          |
| Emmanuel Rivière 64' (pen.)                                           | goals | 14', 59' Daryl Dike 23' (e.d.) Samuel Camille 50' Miles Robinson 70' Gyasi Zardes 90' Nicholas Gioacchini |

Martinikaanse voetbalbond
Anguilla ·
Antigua en Barbuda ·
Barbados ·
Bonaire ·
Britse Maagdeneilanden ·
Canada ·
Costa Rica ·
Cuba ·
Curaçao ·
Dominica ·
Dominicaanse Republiek ·
El Salvador ·
Frans-Guyana ·
Grenada ·
Guadeloupe ·
Guyana ·
Haïti ·
Honduras ·
Jamaica ·
Kaaimaneilanden ·
Kameroen ·
Mayotte ·
Mexico ·
Montserrat ·
Nieuw-Caledonië ·
Panama ·
Paraguay ·
Puerto Rico ·
Réunion ·
Saint Kitts en Nevis ·
Saint Lucia ·
Saint Vincent en de Grenadines ·
Sint Maarten
Sint-Maarten ·
Suriname ·
Tahiti ·
Trinidad en Tobago ·
Verenigde Staten
USSF · A-internationals · Selecties · Bondscoaches · Amerikaans vrouwenelftal · Olympisch elftal · USA -21 · USA -20 · USA -19 · USA -18 · USA -17
1885 – 1919 · 
1920 – 1929 · 
1930 – 1939 · 
1940 – 1949 · 
1950 – 1959 · 
1960 – 1969 · 
1970 – 1979 · 
1980 – 1989 · 
1990 – 1999 · 
2000 – 2009 · 
2010 – 2019 ·
2020 − 2029
CA 1993 · 
CA 1995 · 
CA 2007 · 
CA 2016
CC 1992 · 
CC 1999 · 
CC 2003 · 
CC 2009
WK 1930 · 
WK 1934 · 
WK 1950 · 
WK 1990 · 
WK 1994 · 
WK 1998 · 
WK 2002 · 
WK 2006 · 
WK 2010 · 
WK 2014
OS 1904 · 
OS 1924 · 
OS 1928 · 
OS 1936 · 
OS 1948 · 
OS 1952 · 
OS 1956 · 
OS 1972 · 
OS 1984 · 
OS 1988 · 
OS 1992 · 
OS 1996 · 
OS 2000 · 
OS 2008
Algerije ·
Antigua en Barbuda ·
Argentinië ·
Armenië ·
Australië ·
Azerbeidzjan ·
Barbados ·
België ·
Belize ·
Bermuda ·
Bolivia ·
Bosnië en Herzegovina ·
Brazilië ·
Canada ·
Chili ·
China ·
Colombia ·
Costa Rica ·
Cuba ·
Curaçao ·
Denemarken ·
DDR ·
Duitsland ·
Ecuador ·
Egypte ·
El Salvador ·
Engeland ·
Estland ·
Finland ·
Frankrijk ·
Ghana ·
GOS ·
Grenada ·
Griekenland ·
Guatemala ·
Guyana ·
Haïti ·
Honduras ·
Hongarije ·
Ierland ·
IJsland ·
Iran ·
Israël ·
Italië ·
Ivoorkust ·
Jamaica ·
Japan ·
Joegoslavië ·
Kaaimaneilanden ·
Kameroen ·
Koeweit ·
Letland ·
Liechtenstein ·
Luxemburg ·
Malta ·
Marokko ·
Martinique ·
Mexico ·
Moldavië ·
Nederland ·
Nederlandse Antillen ·
Nicaragua ·
Nieuw-Zeeland ·
Nigeria ·
Noord-Ierland ·
Noord-Korea ·
Noord-Macedonië ·
Noorwegen ·
Oekraïne ·
Oezbekistan ·
Oman ·
Oostenrijk ·
Panama ·
Paraguay ·
Peru ·
Polen ·
Portugal ·
Puerto Rico ·
Qatar ·
Roemenië ·
Rusland ·
Saint Kitts en Nevis ·
Saint Vincent en de Grenadines ·
Saoedi-Arabië ·
Schotland ·
Servië ·
Slovenië ·
Slowakije ·
Sovjet-Unie ·
Spanje ·
Thailand ·
Trinidad en Tobago ·
Tsjechië ·
Tsjecho-Slowakije ·
Tunesië ·
Turkije ·
Uruguay ·
Venezuela ·
Wales ·
Zuid-Afrika ·
Zuid-Korea ·
Zweden ·
Zwitserland
Algerije (2010) ·
België (2014) ·
Brazilië (2009, 2) ·
Duitsland (2014) ·
Engeland (2010) ·
Ghana (2006) · 
Ghana (2014) · 
Italië (2006) · 
Nederland (2022) ·
Portugal (2014) ·
Slovenië (2010) ·
Tsjechië (2006)